# Fabrizia Baduel Glorioso
Maria Fabrizia Baduel Glorioso (Perugia, 2 luglio 1927 – Perugia, 8 aprile 2017) è stata una politica e sindacalista italiana.

## Biografia

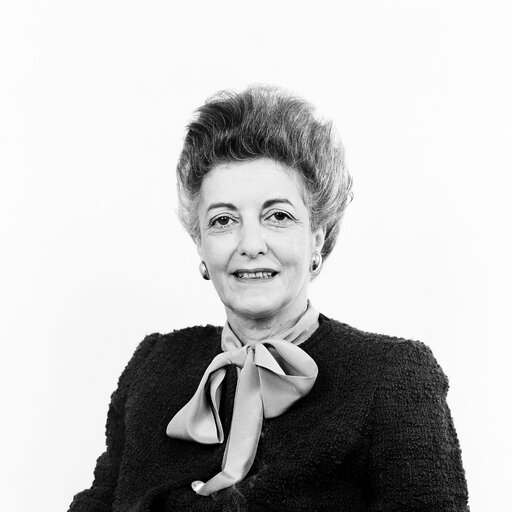
Fabrizia Baduel Glorioso

Figlia dell'imprenditore perugino Giuseppe Baduel e sorella di Ugo Baduel, laureata in Giurisprudenza nel 1953 all'Università di Perugia, è stata membro dal 1952 al 1965, dell'ufficio studi e formazione della Confederazione Italiana Sindacati Lavoratori (CISL). Dal 1965 al 1978 ha occupato la carica de responsabile dell'Ufficio per le relazioni internazionali della CISL. È stata membro esecutivo della Confederazione Internazionale Sindacati Liberi (CISL/ICFTU), del Comitato di direzione della Conferenza mondiale dell'occupazione organizzata dall'Organizzazione Internazionale del Lavoro (OIL).
Fabrizia Baduel Glorioso ha fatto parte di numerosi comitati della CEE, dell'OECE/OCDE, delle conferenze annuali organizzate dall'OIL dal 1959 al 1978. Ha partecipato attivamente alla creazione della Confederazione europea dei sindacati (CES/ETUC) e all'entrata della Confederazione generale italiana del Lavoro (CGIL) in questa organizzazione. Dal 1978 al 1979 è diventata la prima donna a ricoprire la carica di presidente del Comitato economico e sociale delle Comunità europee, di cui era membro fin dal 1970 in rappresentanza dei sindacati. Dopo la scadenza del suo mandato è stata parlamentare europea dal 1979 al 1984, eletta nelle liste del Partito Comunista Italiano. 
Fabrizia Baduel Glorioso è stata giornalista specializzata in temi politico-sindacali italiani ed europei e membro fondatore dell’Istituto Affari Internazionali (IAI), dell'Istituto per le relazioni tra l'Itali e i Paesi dell'Africa, America Latina e Medio Oriente (IPALMO), della Società Italiana per l'Organizzazione internazionale (SIOI) e del Centro Studi Politica Internazionale (CESPI).
È morta a Perugia l'8 di aprile del 2017.

## Archivio
Il fondo di Fabrizia Baduel Glorioso è giunto agli Archivi storici dell’Unione europea grazie alla firma di un contratto di deposito firmato dal depositante. Al momento del trasferimento a Firenze, il fondo era conservato presso l’abitazione romana della depositante. Il fondo non aveva subito interventi di riordinamento. Le carte erano di proprietà e nella disponibilità della depositante. Il fondo archivistico è formato in larga parte dalla documentazione prodotta dalla depositante durante la sua esperienza in qualità di sindacalista, consulente, presidente del Comitato economico e sociale delle Comunità europee.